# Melora Hardin
Melora Hardin (* 29. června 1967 Houston, Texas) je americká herečka a zpěvačka. Jejími nejznámějšími rolemi jsou Jan Levinson v seriálu Kancl, Trudy Monk v seriálu Můj přítel Monk a Jacqueline Carlyle v seriálu Troufalky. Za roli Tammy Cashman v seriálu Transparent získala nominaci na cenu Emmy.

## Životopis
Narodila se do rodiny herců Diane a Jerryho Hardinových. Jejím bratrem je bývalý ředitel společnosti Flock Shawn Hardin. Vyrůstala v San Franciscu, kam se s ní její rodina přestěhovala, když jí bylo pět let. Absolvovala na Sarah Lawrence College.
S herectvím začala již v dětství. Televiznímu publiku se poprvé představila na konci sedmdesátých let v seriálu Thunder a od té doby se objevila v desítkách seriálů a televizních filmů. V roce 1988 ztvárnila Baby v seriálu Hříšný tanec, který vznikl podle stejnojmenného úspěšného filmu z roku 1987. Zahrála si také malou roli v 1. řadě seriálu Přátelé, kde se objevila jako Rossova přítelkyně v dílu „Večeře“. V roce 1991 si zahrála zpěvačku ve filmu Rocketeer a pro film nazpívala píseň „Begin the Beguine“.
Na začátku nového tisíciletí ztvárnila Trudy Monk v seriálu Můj přítel Monk a také Jan Levinson v americkém seriálu Kancl. S obsazením seriálu vyhrála v letech 2006 a 2007 cenu Screen Actors Guild Awards za nejlepší obsazení (komedie).
V roce 2006 se objevila ve filmu Děkujeme, že kouříte, o tři roky později si zahrála v komerčně úspěšných snímcích Znovu 17 a Hannah Montana. V roce 2008 zpívala roli Fantine v koncertní verzi muzikálu Bídníci v Hollywood Bowl. Ve stejném roce přišel i její broadwayský debut, když se objevila jako Roxie Hart v muzikálu Chicago. Od roku 2017 se objevuje v roli šéfredaktorky Jacqueline Carlyle v seriálu Troufalky.
Od roku 1997 je vdaná za herce Gildarta Jacksona, s nímž má dvě dcery.

## Filmografie

### Film
| Rok  | Název                                       | Role                       | Poznámky                     |
| ---- | ------------------------------------------- | -------------------------- | ---------------------------- |
| 1978 | Something Queer is Happening at the Library | Jill                       | krátký film                  |
| 1978 | Poprask v Severní ulici                     | Carmel                     |                              |
| 1985 | Papa Was a Preacher                         | Janette                    |                              |
| 1986 | Ocelový orel                                | Katie                      |                              |
| 1986 | Jak chutná černá                            | Whitney Dunbar             |                              |
| 1989 | Hrbáč na univerzitě                         | Cathy                      |                              |
| 1989 | Klenotníkův obchod                          | Monica                     |                              |
| 1990 | Lambada                                     | Sandy Thomas               |                              |
| 1991 | Rocketeer                                   | zpěvačka South Seas        |                              |
| 1993 | Bezstarostný Kelly                          | Robin Banks                |                              |
| 1994 | The Pornographer                            | Sasha Leon Hoffner         |                              |
| 1995 | Chameleon                                   | Jill Hallman               |                              |
| 1996 | Jak zachránit prezidenta                    | Clyde                      |                              |
| 1997 | Absolutní moc                               | Christy Sullivan           |                              |
| 1997 | Věž hrůzy                                   | Carolyn Crosson            | televizní film               |
| 1998 | Erasable You                                | Calamity                   |                              |
| 1999 | Seven Girlfriends                           | Laura                      |                              |
| 2000 | Certain Guys                                | Mary Beth                  |                              |
| 2002 | Žába k zulíbání                             | Carol                      |                              |
| 2004 | El padrino                                  | Jane                       |                              |
| 2005 | Děkujeme, že kouříte                        | novinářka                  |                              |
| 2007 | Drive Thru                                  | Marcia Carpenter           |                              |
| 2007 | The Dukes                                   | Diane                      |                              |
| 2007 | Frajeři v krabici                           | Ruth Keene                 |                              |
| 2007 | Bacha na balóny                             | Barb Fields                |                              |
| 2007 | The Violin                                  | Gertrude Bloch             | krátký film                  |
| 2008 | 27 šatů                                     | Maureen                    |                              |
| 2009 | Znovu 17                                    | ředitelka Jane Masterson   |                              |
| 2009 | Hannah Montana                              | Lorelai                    |                              |
| 2009 | You                                         | Miranda                    | také režisérka a producentka |
| 2010 | Knucklehead                                 | Mary                       |                              |
| 2011 | I Melt with You                             | Jane                       |                              |
| 2012 | Zombie Hamlet                               | Pam                        |                              |
| 2012 | Ben Banks                                   | Mary Andrews               |                              |
| 2012 | Taking the Edge Off                         |                            | krátký film                  |
| 2014 | Isabelle Dances Into the Spotlight          | Nancy Palmer               |                              |
| 2015 | Nesmrtelný                                  | Judy O'Neill               |                              |
| 2017 | Cokoli                                      | Rita                       |                              |
| 2017 | Golden Vanity                               | Mabel Montgomery-Mayflower |                              |
| 2018 | Cruel Hearts                                | Grace                      |                              |
| 2021 | Caged                                       | důstojník Sacksová         |                              |

### Televize
| Rok       | Název                                | Role                       | Poznámky                                                                                              |
| --------- | ------------------------------------ | -------------------------- | --- |
| 1976      | Kriminální oddělení                  | Sheila                     | díly: „The Jar: Parts 1 & 2“                                                                          |
| 1977      | Thunder                              | Cindy Prescott             | hlavní role (12 dílů)                                                                                 |
| 1977      | The Cliffwood Avenue Kids            | Melora                     | seriál                                                                                                |
| 1978      | The Love Boat                        | Courtney Chenault          | 1 díl                                                                                                 |
| 1979      | Koroner Quincy                       | Amanda                     | díl: „Never a Child“                                                                                  |
| 1980      | Diff'rent Strokes                    | Emily Morehouse            | díl: „Skin Deep or True Blue“                                                                         |
| 1980      | ABC Afterschool Special              | Amy Warner                 | díl: „What Are Friends For?“                                                                          |
| 1980      | Haywire                              | Brooke Hayward v 11 letech | televizní film                                                                                        |
| 1980–1981 | Secrets of Midland Heights           | Micki Carroll              | vedlejší role (10 dílů)                                                                               |
| 1981      | Little House on the Prairie          | Belinda Stevens            | díly: „The Reincarnation of Nellie: Parts 1 & 2“                                                      |
| 1982      | Koroner Quincy                       | Abigail „Abby“ Garvin      | díl: „Next Stop, Nowhere“                                                                             |
| 1983      | The Family Tree                      | Tess Benjamin              | televizní seriál                                                                                      |
| 1983      | Little House: Look Back to Yesterday | Michele Pierson            | TV film                                                                                               |
| 1983      | Magnum                               | Nancy Perkins Gillis       | díl: „Luther Gillis: File #521“                                                                       |
| 1984      | Mama Malone                          | Kathleen                   | díl: „The Education of Frankie“                                                                       |
| 1985      | The Best Times                       | Joy Villafranco            | vedlejší role (6 dílů)                                                                                |
| 1986      | Hotel                                | Beth                       | díl: „Heroes“                                                                                         |
| 1988–1989 | Hříšný tanec                         | Frances „Baby“ Kellerman   | hlavní role (11 dílů)                                                                                 |
| 1989      | Četa v akci                          | Christine Pierson          | díly: „Sins of the Father“ a „Sealed with a Kiss“                                                     |
| 1990      | Shangri-La Plaza                     | Amy                        | TV film                                                                                               |
| 1991      | Equal Justice                        | Doris Walsh                | díl: „Who Speaks for the Children?“                                                                   |
| 1992      | Daleko odnikud                       | Teresa                     | TV film                                                                                               |
| 1992      | Mann & Machine                       | Louise Trotsky             | díl: „Torch Song“                                                                                     |
| 1992      | Quantum Leap                         | Abigail Fuller             | díly: „For Your Love“ a „The Last Door“                                                               |
| 1993      | Moon Over Miami                      | Emily Booker               | díl: „My Old Flame“                                                                                   |
| 1994      | To je vražda, napsala                | Cindy Warrick              | díl: „Roadkill“                                                                                       |
| 1994      | Golden Gate                          | Susan Carlino              | TV film                                                                                               |
| 1994      | Odpadlík                             | Laura McMillan             | díl: „Carrick O'Quinn“                                                                                |
| 1994      | Matlock                              | Lisa Swift                 | díl: „The Scandal“                                                                                    |
| 1994      | Superman                             | Molly Flynn                | díl: „Operation Blackout“                                                                             |
| 1995      | Přátelé                              | Celia                      | díl: „Večeře“                                                                                         |
| 1995      | Dotek anděla                         | Lizbeth                    | díl: „The Big Bang“                                                                                   |
| 1995      | Diagnóza vražda                      | Savannah Bellows           | díl: „The New Healers“                                                                                |
| 1996      | Odpadlík                             | Kelly Anderson             | díl: „Ztracený ráj“                                                                                   |
| 1996      | Caroline in the City                 | Beth                       | díl: „Caroline and the Bridesmaids“                                                                   |
| 1997      | Things That Go Bump                  | Chloe Garrett              | TV film                                                                                               |
| 1997      | Orleans                              | Gina Vitelli               | díly: „Luther's Temptation“ a „When the Saints Go Marching In“                                        |
| 1997      | Věž hrůzy                            | Claire Poulet              | TV film                                                                                               |
| 1998      | The Tom Show                         | Lorraine                   | díl: „The Centerfold“                                                                                 |
| 1998      | Timecop                              | Edith Thomas               | díl: „Lost Voyage“                                                                                    |
| 1998      | Chameleon                            | Wendy Dawson               | díl: „Homefront“                                                                                      |
| 1999      | Payne                                | Danielle Harris            | díl: „Gossip Checks In and a Cat Checks Out“                                                          |
| 1999      | Diagnóza vražda                      | Melanie Cooper             | díl: „Trash TV: Part 1“                                                                               |
| 2000–2001 | Cover Me                             | Barbara Arno               | hlavní role (24 dílů)                                                                                 |
| 2001      | Druhá šance                          | Samantha Aldrich           | díl: „Moving On“                                                                                      |
| 2002      | Griffinovi                           | Patsy Ramsey (hlas)        | díl: „Brian toká, Peter kvoká“                                                                        |
| 2002      | Soudkyně Amy                         | Rosalie Leavitt            | díl: „Roses and Truth“                                                                                |
| 2003      | Strážkyně zákona                     | Cheryl Lynn Brinkmeyer     | díl: „Rush to Judgment“                                                                               |
| 2003      | Námořní vyšetřovací služba           | Erin Toner                 | díl: „Kletba“                                                                                         |
| 2004      | Vražda v Hollywoodu                  | Summer Rossner             | TV film                                                                                               |
| 2004      | Kauzy z Bostonu                      | Sharon Brant               | díl: „Head Cases“                                                                                     |
| 2004–2009 | Můj přítel Monk                      | Trudy Monk                 | vedlejší role (10 dílů)                                                                               |
| 2005      | Dynastie: Rub a líc                  | Linda Evans                | TV film                                                                                               |
| 2005–2013 | Kancl                                | Jan Levinson               | vedlejší role, 46 dílů                                                                                |
| 2006      | Beze stopy                           | Pamela Seaver              | díl: „Rage“                                                                                           |
| 2006      | Gilmorova děvčata                    | Carolyn Bates              | díl: „Partings“                                                                                       |
| 2006      | The Office: The Accountants          | Jan Levinson-Gould         | díl: „The Books Don't Balance“                                                                        |
| 2008      | Prober se                            | Emma                       | TV film                                                                                               |
| 2008      | Yo Gabba Gabba!                      | ona sama                   | díl: „Birthday“                                                                                       |
| 2010      | Outlaw                               | Claire Sax                 | vedlejší role (4 díly)                                                                                |
| 2011      | Kriminálka Miami                     | Wendy Colton               | díl: „G.O.“                                                                                           |
| 2012–2013 | Wedding Band                         | Roxie Rutherford           | hlavní role (10 dílů)                                                                                 |
| 2013      | Skandál                              | Shelley Meyers             | díl: „Say Hello to My Little Friend“                                                                  |
| 2014      | Killer Women                         | Nan Reed                   | díl: „Some Men Need Killing“                                                                          |
| 2014      | Do It Yourself                       | Kaye                       | TV film                                                                                               |
| 2014–2019 | Transparent                          | Tammy Cashman              | vedlejší role (14 dílů) Nominace—Cena Emmy za nejlepší hostující herečku v komediálním seriálu (2016) |
| 2015      | Falling Skies                        | Katie Marshall             | díly: „Everybody Has Their Reasons“ a „Stalag 14th Virginia“                                          |
| 2016      | The Death of Eva Sofia Valdez        | Courtney Monroe            | TV film                                                                                               |
| 2017      | Černá listina                        | Isabella Stone             | 2 díly                                                                                                |
| 2017      | When We Rise                         | Carole Midgen              | díl: „Night III: Parts IV and V“                                                                      |
| 2017–     | Troufalky                            | Jacqueline Carlyle         | hlavní role                                                                                           |
| 2019      | A Million Little Things              | Patricia Bloom             | 5 dílů                                                                                                |
| 2020      | Celebrity Family Feud                | ona sama                   | díl: „The Bold Type vs. RuPaul's Drag Race“                                                           |

### Režie
| Rok  | Název     | Poznámky        |
| ---- | --------- | --------------- |
| 2009 | You       |                 |
| 2020 | Troufalky | díl: „Snow Day“ |